# Lignan-sur-Orb
Lignan-sur-Orb (okzitanisch Linha d’Òrb) ist eine französische Gemeinde im Département Hérault in der Region Okzitanien. Sie hat 3.227 Einwohner (Stand: 1. Januar 2022), die „Lignanais“ genannt werden. Lignan-sur-Orb gehört zum Arrondissement Béziers und zum Kanton Béziers-2.

## Geographie
Die Gemeinde liegt nordwestlich von Béziers am Fluss Orb. Lignan-sur-Orb wird umgeben von den Nachbargemeinden Thézan-lès-Béziers im Norden und Nordwesten, Corneilhan im Osten und Nordosten, Béziers im Süden und Südosten sowie Maraussan im Westen und Südwesten.

## Geschichte
Mit der römischen Invasions des keltischen Galliens 52 vor Christus wurde auch Lignan zu einer römischen Kolonie. 416 wurde der Ort durch die Visigoten erobert. 725 von den Sarazenen und 736 von Karl Martell zerstört.

### Bevölkerungsentwicklung
| 1962 | 1968 | 1975 | 1982 | 1990 | 1999 | 2006 | 2017 |
| ---- | ---- | ---- | ---- | ---- | ---- | ---- | ---- |
| 482  | 654  | 1081 | 1867 | 2543 | 2839 | 2932 | 3199 |

## Sehenswürdigkeiten

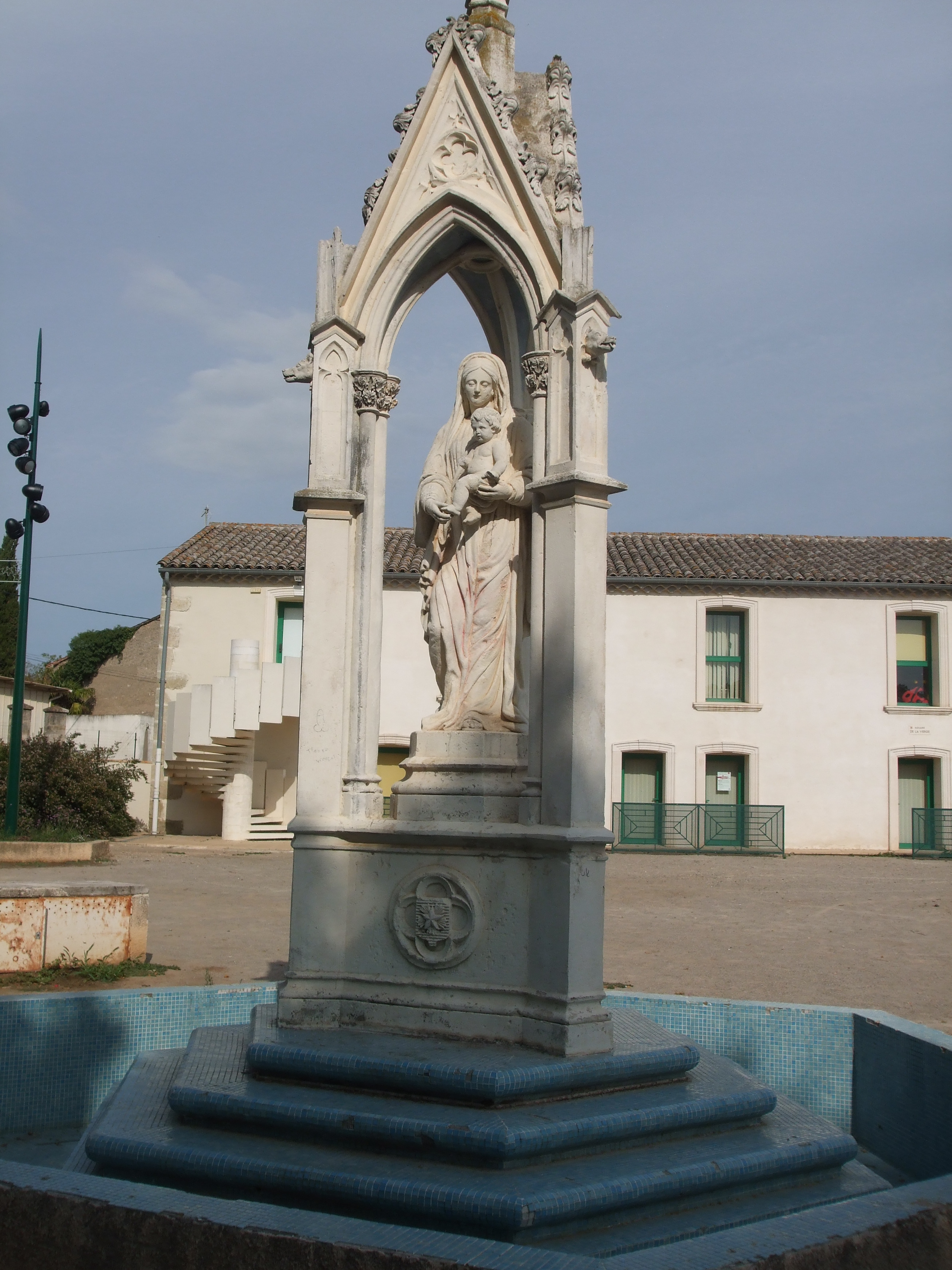
Brunnen der Jungfrau Maria

- Brunnen der Jungfrau Maria